# Riemannscher Abbildungssatz
Der (kleine) riemannsche Abbildungssatz ist eine Aussage aus der Funktionentheorie, die nach Bernhard Riemann benannt wurde. Bernhard Riemann skizzierte 1851 einen Beweis in seiner Dissertation. Im Jahr 1922 wurde die Aussage dann endgültig durch Lipót Fejér und Frigyes Riesz bewiesen. 
Ein heute weit verbreiteter Beweis, der den Satz von Montel verwendet, stammt von Alexander Markowitsch Ostrowski aus dem Jahre 1929. Vom riemannschen Abbildungssatz gibt es eine Verallgemeinerung, die als großer riemannscher Abbildungssatz bezeichnet wird. 

## Riemannscher Abbildungssatz
Jedes einfach zusammenhängende Gebiet {\displaystyle G\subsetneq \mathbb {C} } lässt sich biholomorph auf die offene Einheitskreisscheibe {\displaystyle \mathbb {D} } abbilden.
Zur Klärung der in diesem Satz verwendeten Begriffe:
Die offene Einheitskreisscheibe {\displaystyle \mathbb {D} } ist definiert als 
{\displaystyle \mathbb {D} :=\{z\in \mathbb {C} :|z|<1\}.}
Die Notation {\displaystyle G\subsetneq \mathbb {C} } bedeutet „echte Teilmenge“ und besagt, dass das Gebiet {\displaystyle G} ungleich {\displaystyle \mathbb {C} } sein muss.
Eine offene Menge in {\displaystyle \mathbb {C} } kann man dadurch charakterisieren, dass jeden ihrer Punkte eine Kreisscheibe umgibt, die ganz in dieser Menge liegt; mit anderen Worten, dass sie nur aus inneren Punkten besteht. 
Eine Abbildung ist biholomorph, wenn sie holomorph ist und wenn ihre Umkehrabbildung existiert und diese ebenfalls holomorph ist. Insbesondere sind solche Abbildungen Homöomorphismen, also in beide Richtungen stetig. Hieraus und unter Verwendung des riemannschen Abbildungssatzes kann man schließen, dass alle einfach zusammenhängenden Gebiete, die echte Teilmengen von {\displaystyle \mathbb {C} } sind, topologisch äquivalent sind. Tatsächlich ist auch {\displaystyle \mathbb {C} } zu diesen topologisch äquivalent.
Für jeden Punkt {\displaystyle z} des einfach zusammenhängenden Gebietes {\displaystyle G} gilt:
Es gibt genau eine biholomorphe Funktion {\displaystyle h} von {\displaystyle G} auf {\displaystyle \mathbb {D} }
mit {\displaystyle h(z)=0} und {\displaystyle h'(z)>0}.

## Großer riemannscher Abbildungssatz
Der große riemannsche Abbildungssatz, auch als Uniformisierungssatz (bewiesen von Paul Koebe, Henri Poincaré) bezeichnet, ist eine Verallgemeinerung des oben genannten Satzes. Er besagt:
Jede einfach zusammenhängende riemannsche Fläche ist biholomorph äquivalent zu genau einer der folgenden Flächen:
- der Einheitskreisscheibe {\displaystyle \mathbb {D} }, bzw. zur dazu äquivalenten hyperbolischen Halbebene {\displaystyle \mathbb {H} },
- der komplexen Zahlenebene {\displaystyle \mathbb {C} } oder
- der riemannschen Zahlenkugel {\displaystyle \mathbb {P} ^{1}(\mathbb {C} ).}

Bemerkung: Es ist vergleichsweise einfach, zu erkennen, dass die drei genannten Riemannschen Flächen paarweise nicht biholomorph äquivalent sind: Eine biholomorphe Abbildung von {\displaystyle \mathbb {C} } nach {\displaystyle \mathbb {D} } ist nach dem Satz von Liouville nicht möglich (da holomorph auf {\displaystyle \mathbb {C} } und beschränkt, also konstant) und die Zahlenkugel ist kompakt und ist somit schon aus rein topologischen Gründen nicht homöomorph und damit auch nicht biholomorph äquivalent zu {\displaystyle \mathbb {D} } oder {\displaystyle \mathbb {C} }.
Ferner folgt der riemannsche Abbildungssatz mittels ähnlicher Überlegungen leicht aus dem großen riemannschen Abbildungssatz. Ist nämlich {\displaystyle G\subsetneq \mathbb {C} } ein einfach zusammenhängendes Gebiet, so kann dieses aus Kompaktheitsgründen nicht zur riemannschen Zahlenkugel biholomorph sein. Wenn {\displaystyle G} nicht die komplexe Ebene ist, so sei ohne Einschränkung {\displaystyle 0\notin G}. Dann ist aber {\displaystyle G} ein einfach zusammenhängendes Gebiet in der punktierten Ebene, dann existiert ein Zweig der Quadratwurzel auf {\displaystyle G}. Daher kann {\displaystyle G} nicht biholomorph zu {\displaystyle \mathbb {C} } sein. Nach dem großen riemannschen Abbildungssatz muss daher {\displaystyle G} biholomorph zu {\displaystyle \mathbb {D} } sein. Das ist die Aussage des riemannschen Abbildungssatzes.
Man muss allerdings dazu sagen, dass der erstgenannte riemannsche Abbildungssatz (oder zumindest dessen Beweisideen) zum Beweis des großen riemannschen Abbildungssatzes verwendet wird. Man erhält auf diese Weise also keine neue Herleitung des riemannschen Abbildungssatzes.